# Cavo triassiale

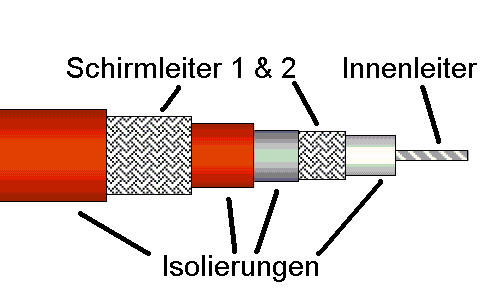
Schema di cavo triassale. Si notano il cavo centrale di segnale (Innenleiter), le due schermature (Schirmleiter 1 & 2) e gli strati isolanti (Isolierungen).

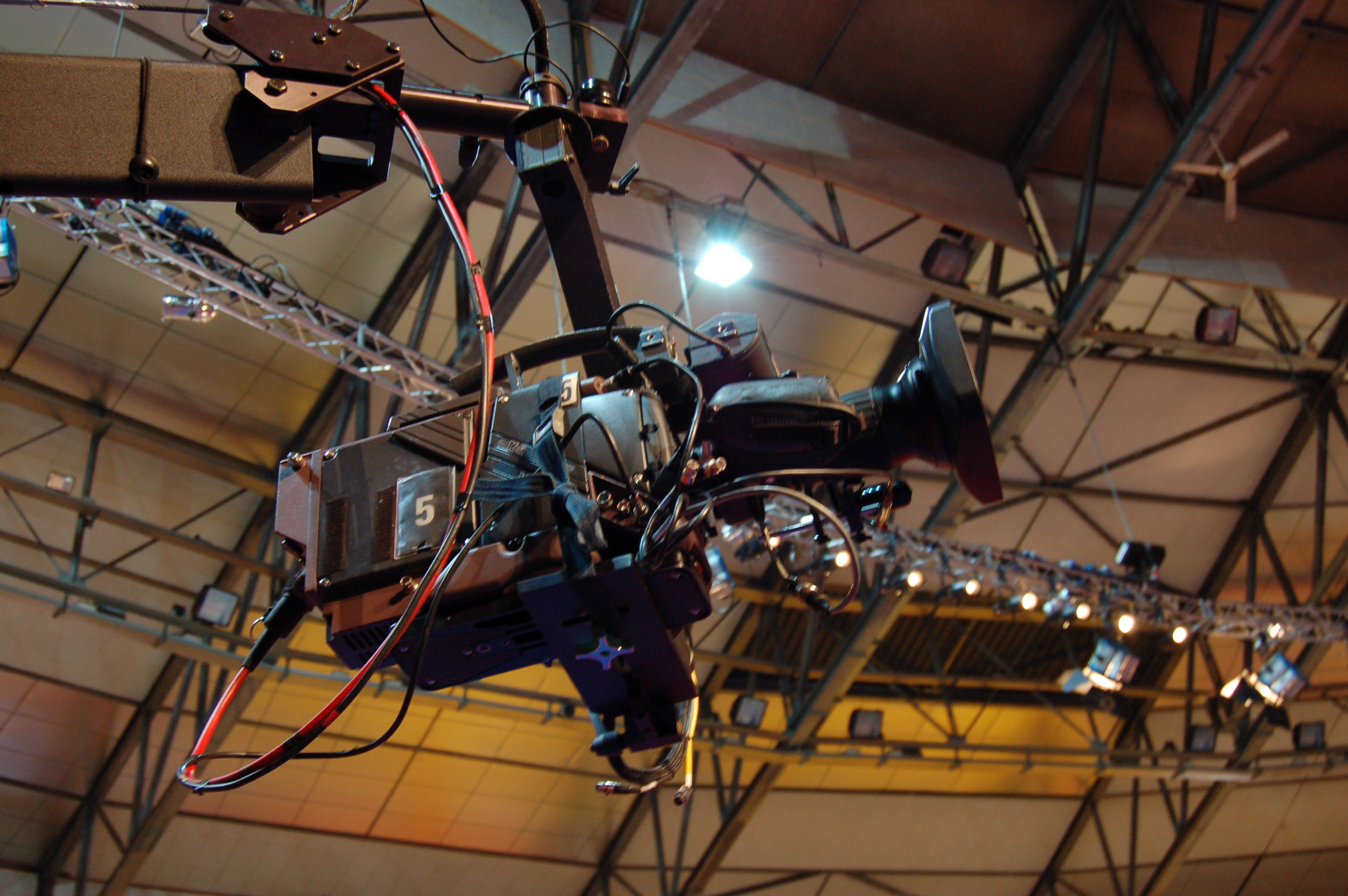
Una telecamera connessa alla CCU con un cavo triassiale, dal caratteristico colore rosso.

Il Cavo triassiale o Triax è un tipo di cavo elettrico molto simile a un cavo coassiale con l'aggiunta di uno strato in più di isolante e di un'ulteriore calza conduttrice. Rispetto al cavo coassiale, garantisce una maggiore larghezza di banda e protezione dalle interferenze, a un costo superiore.

## Usi televisivi
Il triax è il tipo di cavo più diffuso per la connessione di telecamere professionali alla loro CCU. Per mezzo del frequency division multiplexing, la camera trasmette segnali video e audio alla CCU e ne riceve i segnali di controllo, quali impostazioni, diaframma, video di ritorno, tally e intercom. Anche l'alimentazione elettrica viene trasmessa dal cavo triax, con una differenza di potenziale tra due dei tre conduttori, a seconda del fabbricante.
Il cavo triassiale è prodotto in tre misure standardizzate, con diametro complessivo di 8, 11 e 14 mm. All'aumentare del diametro, il cavo è via via meno maneggevole ma è in grado di trasmettere il segnale senza degrado per distanze maggiori. In alcuni casi, si può arrivare anche oltre i 1500 m di distanza utile. Inoltre il connettore è di facile montaggio e può essere facilmente riparato o sostituito anche sul campo.
I connettori usati sono di diverso tipo ma per usi televisivi, in tutta Europa lo standard industriale è il connettore Fischer 1051, con la notevole eccezione della Francia che invece adotta il tipo Lemo 3T. Autodromi, stadi, palazzetti e studi televisivi sono spesso già cablati con questo tipo di connettore e un impianto TV richiede meno tempo per l'allestimento.
La tecnologia del cavo triassiale per telecamere fu sviluppata dalla Philips, che nel 1992 ricevette un premio Emmy per questa tecnologia.

## Altri campi di applicazione
I cavi triassiali sono usati nella misurazione di precisione di bassi livelli di corrente. Il conduttore centrale e la calza più interna sono mantenuti allo stesso potenziale, per cui la corrente di dispersione tra di loro è praticamente zero, anche se l'isolamento non fosse perfetto. Viceversa, ogni dispersione avviene tra le due schermature ed è ininfluente per la misurazione, poiché questa avviene sulla corrente del conduttore centrale che è connesso al dispositivo da misurare.